# Platges d'El Riego i La Barquera
Les platges del Reg i La Barquera estan al concejo de Cudillero, en l'occident del Principat d'Astúries (Espanya) i pertanyen al poble de Novellana. Formen part de la Costa Occidental d'Astúries i estan catalogades com a Paisatge protegit, ZEPA i LIC.

## Descripció
Tenen forma irregular la primera i lineal la segona. El seu llit és de palet amb escasses sorres gruixudes de color fosc en ambdues platges.
Per accedir a ambdues platges cal prendre un llarg camí que descendeix des de Novellana. Una altra forma d'accedir és anar fins a la platja del Silenci i travessar el petit rierol pels prats prenent les precaucions necessàries. Les platges estan situades entre la «punta Gayuelos» per l'est i la «illa de Sama» per l'oest. La platja té desembocadura fluvial i aspectes interessants des del punt de vista geològic, paisatgístic i ornitològic pel que convé portar màquina de fotografiar. Altres activitats possibles són la pesca submarina i l'esportiva a canya